# Jubilee Line
Jubilee Line és una línia de ferrocarril de trànsit ràpid del Metro de Londres (en anglès London Underground), que apareix al mapa (the Tub map) de color gris. La línia circula de l'estació de Stanmore a Stratford i el traçat de la línia és soterrat a gran profunditat, a Londres aquest tipus de línies són conegudes com el tub (en anglès the tube) per la forma que tenen els túnels.
Fou construïda en dos seccions importants, inicialment de Charing Cross a Central London i després fins a Stratford. Les estacions més tardies són notables per la seva gran llargada i gran seguretat.

## Futur
Està programat que la línia s'adapti perquè l'any 2009 puguin circular trens automàtics, utilitzant el sistema SelTrac utilitzat a les línies de Docklands Light Railway.
La línia es construí per permetre una possible connexió des de North Greenwich fins Thamesmead. Avui dia no està programa tal construcció.
El 2004 es va programar construir un intercanviador a l'estació de Weast Hampstead per unir les tres estacions actuals en un sol complex, però des de 2007 que aquesta obra té un futur incert.